# Eduarda Piai
Eduarda Piai (* 14. Dezember 1991) ist eine brasilianische Tennisspielerin.

## Karriere
Piai spielt hauptsächlich auf Turnieren der ITF Women’s World Tennis Tour, bei der sie bislang zwei Einzel- und 15 Doppeltitel gewann.
Im Oktober 2013 erreichte sie im Einzel mit Position 359 und im Doppel im Dezember 2014 mit Rang 350 ihre bislang besten Platzierungen in der Weltrangliste.

## Turniersiege

### Einzel
| Nr. | Datum              | Turnier    | Kategorie   | Belag | Finalgegnerin  | Ergebnis      |
| --- | ------------------ | ---------- | ----------- | ----- | -------------- | ------------- |
| 1.  | 3. November 2012   | Asuncion   | ITF $10.000 | Sand  | Andrea Benítez | 6:3, 7:66     |
| 2.  | 26. September 2015 | San Carlos | ITF $10.000 | Sand  | Daniela Seguel | 6:1, 2:6, 6:3 |

### Doppel
| Nr. | Datum             | Turnier               | Kategorie   | Belag     | Partnerin              | Finalgegnerinnen                                       | Ergebnis          |
| --- | ----------------- | --------------------- | ----------- | --------- | ---------------------- | ------------------------------------------------------ | ----------------- |
| 1.  | 10. Juni 2011     | Santos                | ITF $10.000 | Sand      | Karina Souza           | Andrea Benítez Raquel Piltcher                         | 6:4, 6:4          |
| 2.  | 9. Juni 2012      | Santos                | ITF $10.000 | Sand      | Karina Venditti        | Gabriela Cé Raquel Piltcher                            | 6:3, 7:64         |
| 3.  | 10. August 2012   | Arequipa              | ITF $10.000 | Sand      | Karina Venditti        | Fernanda Brito Raquel Piltcher                         | 6:1, 6:2          |
| 4.  | 24. August 2012   | Lima                  | ITF $10.000 | Sand      | Karina Venditti        | Aranza Salut Ana Sofia Sánchez                         | 6:4, 3:6, [10:8]  |
| 5.  | 15. November 2013 | São José do Rio Preto | ITF $10.000 | Sand      | Suellen Abel           | Gabriela Cé Nathalia Rossi                             | 6:3, 7:63         |
| 6.  | 30. November 2013 | São Paulo             | ITF $10.000 | Sand      | Nathaly Kurata         | Gabriela Cé Lee Pei-chi                                | 6:1, 1:6, [10:8]  |
| 7.  | 6. Dezember 2013  | São José dos Campos   | ITF $10.000 | Sand      | Nadia Podoroska        | Fernanda Brito Stephanie Mariel Petit                  | 7:64, 7:5         |
| 8.  | 10. Oktober 2014  | Lima                  | ITF $10.000 | Sand      | Fernanda Brito         | Victoria Bosio Francesca Segarelli                     | 4:6, 7:69, [10:6] |
| 9.  | 17. Oktober 2014  | Lima                  | ITF $10.000 | Sand      | Fernanda Brito         | María Paulina Pérez García Paula Pérez García          | 7:60, 6:4         |
| 10. | 22. April 2016    | Bauru                 | ITF $10.000 | Sand      | Nathaly Kurata         | Carolina Meligeni Rodrigues Alves Julieta Lara Estable | 7:64, 7:5         |
| 11. | 2. Dezember 2017  | Catanduva             | ITF $15.000 | Sand      | Nathaly Kurata         | Melina Ferrero Sofía Luini                             | 6:2, 6:3          |
| 12. | 27. April 2018    | Villa del Dique       | ITF $15.000 | Sand      | Nathaly Kurata         | Fernanda Brito Dominique Schaefer                      | 6:0, 6:4          |
| 13. | 25. Mai 2019      | Cancún                | ITF $15.000 | Hartplatz | Thaisa Grana Pedretti  | Andrea Weedon Amy Zhu                                  | 7:5, 7:5          |
| 14. | 13. Juli 2019     | Cancún                | ITF $15.000 | Hartplatz | Ingrid Gamarra Martins | Angela Kulikov Rianna Valdes                           | 6:71, 7:5, [11:9] |
| 15. | 7. Dezember 2019  | Cancun                | ITF $15.000 | Hartplatz | Marcela Zacarías       | Nika Kukharchuk Emilie Lindh                           | 2:6, 6:1, [10:7]  |